# رجنعي (درميان)
رجنعي (بالإنجليزية: Rojnai)‏ هي مستوطنة تقع في إيران في قسم درمیان الريفي. يقدر عدد سكانها بـ 36 نسمة .